# Imortais

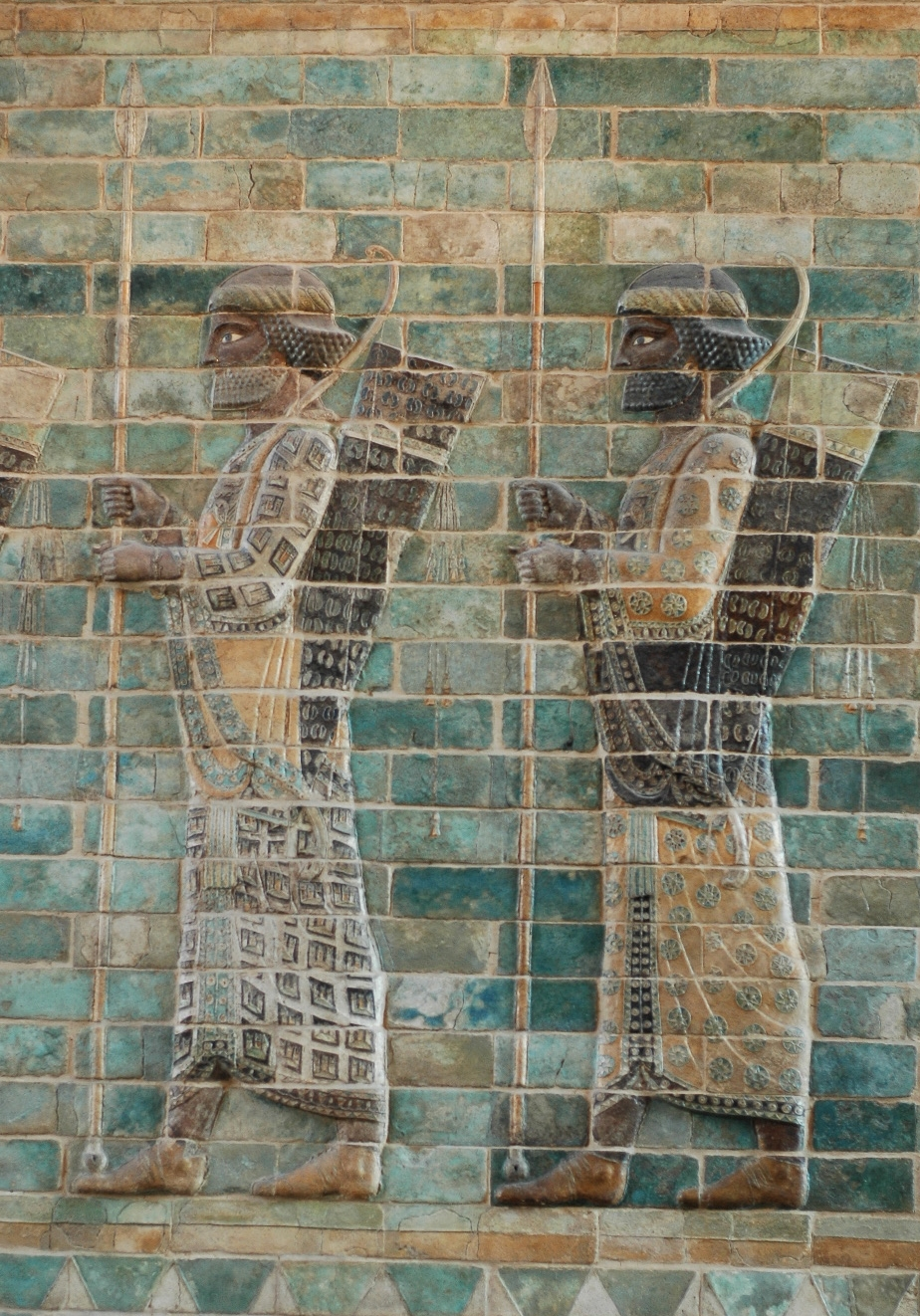
Arqueiros de Dario I, está no Museu do Louvre.

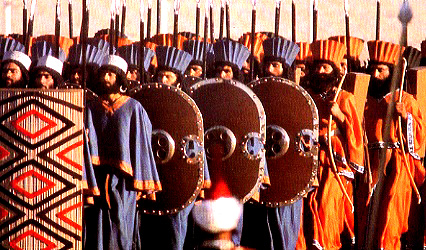
Representação de imortais persas.

Os Imortais (em grego clássico: Ἀθάνατοι) eram a tropa de elite do exército do Império Aquemênida que lutou nas Guerras Médicas. O epíteto "Imortais" vem de Heródoto, que os chamou de os "Dez Mil" ou "Atánatos" (Athánatoi) - do grego, literalmente, imorredouro. Os próprios persas provavelmente não utilizavam-se deste termo, entretanto.
Heródoto menciona que os Imortais eram uma tropa de infantaria pesada, comandados por Hinardes, que mantinha sempre a quantidade de 10.000 homens: cada membro morto, ferido ou gravemente enfermo era imediatamente substituído por outro e, durante as batalhas, os mortos e feridos eram recolhidos pelos companheiros e substituídos rapidamente, dando ao inimigo a impressão de que o grupo não havia sofrido perdas. Em suas fileiras eram aceitos apenas persas e medos.

## Armamentos e características
Carregavam uma lança curta com ponta de ferro e contrapeso na outra ponta e um arco com aljava com as flechas, além de escudo de couro e vime, uma adaga ou espada curta, alguns tinham o costume de lutar com 2 espadas curtas.
O uniforme do regimento era composto por uma tiara ou bandana de feltro, uma larga túnica com bordados, pantalonas e uma cota em metal. 
A tática habitual era a carga frontal ao inimigo, enquanto os flancos e a retaguarda procedia ao disparo de flechas, como apoio.
Ao regimento seguia-se uma caravana de carros, dromedários e mulas, que transportavam suas mulheres e escravos, além de alimentos especiais.

## Batalhas principais
Os Imortais participaram nas batalhas de Maratona entre os gregos e os persas e Termópilas entre os espartanos e os persas, entre outras, e faziam parte das tropas persas que ocuparam a Grécia no ano de 479 a.C., sob o comando de Mardônio. 
Alexandre Magno os derrotou na Batalha de Isso, em 333 a.C.